# Unleash the Fury
| 전문가 평가 | 전문가 평가 |
| 평가 점수   | 평가 점수   |
| 출처        | 점수        |
| ----------- | ----------- |
| AllMusic    | [ 1 ]       |

《Unleash the Fury》는 스웨덴의 기타리스트 잉베이 말름스틴의 열다섯 번째 스튜디오 음반으로, 2005년 7월 26일, 스핏파이어 레코드를 통해 발매되었다. 향상된 CD에 수록된 음반에는 퀵타임 형식의 세 편의 비디오가 포함되어 있다.

## 배경
음반 제목은 1988년 《Odyssey》 투어 중 도쿄행 비행기에서 발생한 사건을 참조한 것이다. 만취한 상태로 무례하게 행동한 말름스틴은 잠들었고, 이후 한 여성이 그의 얼굴에 얼음물을 부어 깨웠다. 분노한 그는 두 차례 "You’ve released the fucking fury!"라고 소리쳤다(종종 "unleashed"로 잘못 인용된다). 이 사건의 음성은 당시 드러머 안데르스 요한손이 녹음했으며, 배경에는 베이시스트 배리 더너웨이의 목소리도 들린다.

## 곡 목록
모든 곡들은 잉베이 말름스틴에 의해 작사/작곡하였다.
| #   | 제목                                     | 재생 시간 |
| --- | ---------------------------------------- | --------- |
| 1.  | 〈Locked & Loaded〉                      | 3:46      |
| 2.  | 〈Revolution〉                           | 4:17      |
| 3.  | 〈Cracking the Whip〉                    | 3:50      |
| 4.  | 〈Winds of War (Invasion)〉              | 5:05      |
| 5.  | 〈Crown of Thorns〉                      | 4:24      |
| 6.  | 〈The Bogeyman〉                         | 3:57      |
| 7.  | 〈Beauty and a Beast〉                   | 3:18      |
| 8.  | 〈Fuguetta〉                             | 1:01      |
| 9.  | 〈Cherokee Warrior〉                     | 5:29      |
| 10. | 〈Guardian Angel〉                       | 3:20      |
| 11. | 〈Let the Good Times Roll〉              | 4:03      |
| 12. | 〈Revelation (Drinking with the Devil)〉 | 5:03      |
| 13. | 〈Magic and Mayhem〉                     | 4:39      |
| 14. | 〈Exile〉                                | 3:52      |
| 15. | 〈The Hunt〉                             | 4:20      |
| 16. | 〈Russian Roulette〉                     | 4:10      |
| 17. | 〈Unleash the Fury〉                     | 5:42      |
| 18. | 〈Paraphrase〉                           | 1:16      |